# Supercoppa italiana 2024 (pallacanestro maschile)
La Supercoppa italiana 2024, denominata per ragioni di sponsorizzazione Frecciarossa Supercoppa 2024, è stata la 30ª edizione della Supercoppa italiana di pallacanestro maschile, disputata all'Unipol Arena di Casalecchio di Reno.
Il torneo è stato vinto dall'Olimpia Milano, al quinto successo nella competizione, vincendo sulla Virtus Bologna ai tempi supplementari. Il giocatore dell'Olimpia Nenad Dimitrijević è stato premiato come MVP della competizione.

## Partecipanti
La formula prevede la partecipazione della vincente della Serie A, la vincente della Coppa Italia e le rispettive finaliste.
Nel caso in cui una o più squadre siano state finaliste sia nel campionato che nella coppa nazionale parteciperanno le migliori semifinaliste delle due competizioni.

Visto che la Virtus Bologna è stata la finalista di entrambe le competizioni, quest'anno l'ultima posizione disponibile la ottiene la Reyer Venezia in quanto miglior semifinalista della Coppa Italia.
| Squadre        | Qualificazione                               | Vittorie precedenti        |
| -------------- | -------------------------------------------- | -------------------------- |
| Olimpia Milano | Vincitrice della Serie A                     | 4 (2016, 2017, 2018, 2020) |
| Napoli Basket  | Vincitrice della Coppa Italia                | Nessuna                    |
| Virtus Bologna | Finalista della Serie A e della Coppa Italia | 4 (1995, 2021, 2022, 2023) |
| Reyer Venezia  | Semifinalista della Serie A e Coppa Italia   | Nessuna                    |

## Tabellone
La prima semifinale vede affrontarsi la vincitrice della Serie A contro la quarta classificata al torneo, la seconda semifinale vede affrontarsi la vincente della Coppa Italia contro la finalista di Serie A. 
|  | Semifinali     | Semifinali     | Semifinali     |                |                | Finale         | Finale | Finale |  |
|  |                |                |                |                |                |                |        |        |  |
|  | Olimpia Milano | Olimpia Milano | 73             |                |                |                |        |        |  |
|  | Olimpia Milano | Olimpia Milano | 73             |                |                |                |        |        |  |
|  | Reyer Venezia  | Reyer Venezia  | 62             |                |                |                |        |        |  |
|  | Reyer Venezia  | Reyer Venezia  | 62             |                | Olimpia Milano | Olimpia Milano | 98     |        |  |
|  |                |                |                |                | Olimpia Milano | Olimpia Milano | 98     |        |  |
|  |                |                | Virtus Bologna | Virtus Bologna | 96             |                |        |        |  |
|  | Napoli Basket  | Napoli Basket  | Virtus Bologna | Virtus Bologna | 96             | 87             |        |        |  |
|  | Napoli Basket  | Napoli Basket  |                |                |                |                |        |        |  |
|  | Virtus Bologna | Virtus Bologna | 96             |                |                |                |        |        |  |

## Semifinali
| Arbitri: | Lanzarini Grigioni Gonella |

| |            | |
| Dimitrijević 14 · Mirotić 13 · LeDay 10 · Nebo 8 · Ricci 7 · Bolmaro 5 · Flaccadori 5 · Tonut 4 · Shields 4 · Diop 3 · Bortolani · Caruso | Punti      | 12 Tessitori · 10 Casarin · 9 Kabengele · 8 Simms · 7 Ennis · 5 Wheatle · 4 Munford · 4 Parks · 3 Moretti · Lever · ne Janelidze |
| Shields 4 | Assist     | 2 Casarin, Wheatle, Tessitori |
| Nebo 8 | Rimbalzi   | 8 Wheatle |
| Ettore Messina | Allenatori | Neven Spahija |

| Arbitri: | Attard Perciavalle Nicolini |

| |            | |
| Copeland 30 · Pangos 15 · Manning 11 · Treier 8 · Totè 8 · Williams 6 · Hall 4 · Woldetensae 3 · Drežnjak 2 · Mabor Dut Biar · Saccoccia ne · De Nicolao ne | Punti      | 21 Shengelia · 13 Clyburn · 13 Hackett · 13 Morgan · 11 Žižić · 10 Polonara · 9 Belinelli · 4 Tucker · 2 Diouf · Pajola · Akele · ne Gražulis |
| Pangos 6 | Assist     | 5 Shengelia |
| Woldetensae, Totè 5 | Rimbalzi   | 5 Shengelia, Hackett |
| Igor Miličić | Allenatori | Luca Banchi |

## Finale
| Arbitri: | Lanzarini Attard Gonella |

| |            | |
| Nebo 20 · Bolmaro 18 · Mirotić 18 · Dimitrijević 16 · LeDay 11 · Shields 10 · Ricci 3 · Tonut 2 · Flaccadori · Diop · Bortolani ne · Caruso ne | Punti      | 18 Polonara · 17 Shengelia · 14 Clyburn · 11 Morgan · 11 Tucker · 9 Pajola · 6 Žižić · 4 Diouf · 3 Belinelli · 3 Hackett · ne Akele · ne Gražulis |
| Dimitrijević, Shields 6 | Assist     | 5 Hackett |
| Nebo, Tonut 9 | Rimbalzi   | 8 Shengelia |
| Ettore Messina | Allenatori | Luca Banchi |